# レックス・バーカー
レックス・バーカー（Lex Barker、1919年5月8日 - 1973年5月11日）は、アメリカ合衆国の俳優。本名はアレクサンダー・クリッチロー・バーカーJr.（Alexander Crichlow Barker, Jr）。
アメリカの他、イタリア、ドイツ、スペインの映画に出演した。特にドイツでは、カール・マイ原作の映画で演じたオールド・シャッターハントが当たり役となった。

## 人物
小学校時代からサッカーと陸上競技に優れていた。

## 出演作品
- 弾頭“危機一髪”
- ドラキュラの生贄
- 女と女と女たち
- FBI
- 大酋長ウィネットー
- 指令7で5人消せ
- 騎兵隊最後の砦
- アパッチ
- シルバーレークの待伏せ
- 怪人マブゼ博士・姿なき恐怖
- 怪人マブゼの挑戦
- 髑髏砦の血闘
- 百の顔を持つ騎士
- 裸女と海賊
- モロッコ連続殺人
- アパッチ騎兵隊
- 全艦発進せよ
- ターザンと巨象の襲撃
- 平原の落雷
- 真紅の騎兵隊
- ターザンの憤激
- ターザンと密林の王女
- ターザンと女奴隷
- ターザンと魔法の泉
- ウチの亭主と夢の宿
- ブラックストーンの決闘
- ミネソタの娘
- 王子と運ちゃん
- 甘い生活